# 皮利尼穆卡里夫
48°57′35″N 26°54′34″E / 48.95972°N 26.90944°E
皮利尼穆卡里夫（烏克蘭語：Пільний Мукарів）是位於烏克蘭西部赫梅利尼茨基州裏卡緬涅茨-波多利斯基區的杜納伊夫齊市鎮的村莊，面積1.32平方公里，海拔高度278米，2001年人口420，人口密度每平方公里318.4人。